# Bieduszki (Smarków)
Bieduszki – przysiółek wsi Smarków w Polsce, położony w województwie świętokrzyskim, w powiecie koneckim, w gminie Stąporków.
Wierni kościoła rzymskokatolickiego należą do parafii św. Mikołaja w Końskich. W gminie Stąporków istnieje także osada o nazwie Bieduszki.
W latach 1975–1998 przysiółek administracyjnie należał do województwa kieleckiego.